# Lindsdal
Lindsdal est une ville du Comté de Kalmar en Suède.
Sa population était de 5 977 habitants en 2010.